# Stejari
Stejari es una comuna ubicada en el distrito de Gorj, Rumania.

## Superficie
Cuenta con una superficie de 74,55 kilómetros cuadrados.

## Demografía
Hasta 2021 la población era de 2205 habitantes, con una densidad de población de 29,58 habitantes por kilómetro cuadrado.